# Dienaressen van de Heilige Geest van de Altijddurende Aanbidding

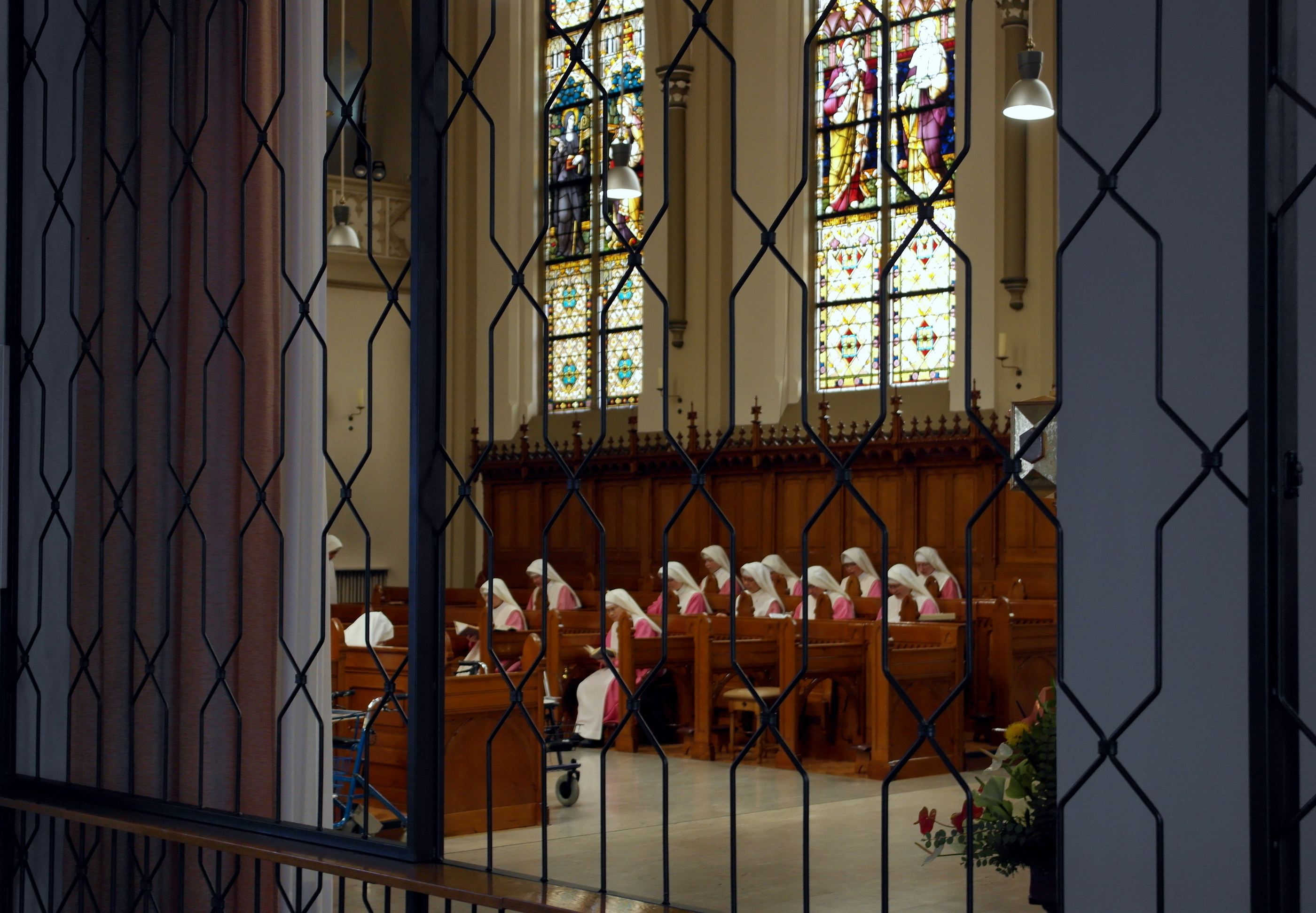
De Slotzusters van Steyl in aanbidding

De Dienaressen van de Heilige Geest van de Altijddurende Aanbidding (Latijn: Servarum Spiritus Sancti de Adoratione Perpetua, SSpSAP), ook wel Aanbiddingszusters of Slotzusters van Steyl genoemd, is een congregatie van oorspronkelijk Duitstalige slotzusters, die eind 19e eeuw werd opgericht in het Nederlands-Limburgse kloosterdorp Steyl en thans circa 375 leden telt in 22 kloosters verspreid over de hele wereld.

## Geschiedenis
De congregatie werd in 1896 opgericht door Arnold Janssen, als laatste van de "kloosterfamilie van Steyl". Janssen wilde eigenlijk een missiecongregatie in Duitsland stichten, maar vanwege de anti-Rooms-Katholieke politiek in Pruisen (de Kulturkampf), bestonden daar geen mogelijkheden tot nieuwe kloosterstichtingen. Om die reden week hij uit naar het Limburgse grensdorp Steyl, waar hij in 1875 zijn eerste klooster stichtte, het Missiehuis St. Michaël. In 1885 kreeg deze gemeenschap voor mannelijke missionarissen de naam Gezelschap van het Goddelijk Woord (Latijn: Societas Verbi Divini, SVD), meestal aangeduid als Missionarissen van Steyl. Hoofddoel was verbreiding van het Evangelie onder niet-christenen in zogenaamde missielanden.
Een aantal vrijwilligsters, die huishoudelijke taken verrichtten binnen de gemeenschap, streefden er naar om zelf missiezuster te worden. Samen met Maria Helena Stollenwerk en Hendrina Stenmanns stichtte Arnold Janssen daarom in 1889 een congregatie voor missiezusters, de Dienaressen van de Heilige Geest (Latijn: Servarum Spiritus Sancti, SSpS), meestal aangeduid als de "Missiezusters van Steyl". Maria Helena Stollenwerk ("Mutter Maria") en Hendrina Stenmanns ("Mutter Josepha") waren de eerste moeder-oversten van dit klooster. Beiden werden zalig verklaard: Stollenwerk in 1995 en Stenmanns in 2008.
Naast de actieve tak werd ook een contemplatieve tak opgericht, de Dienaressen van de Heilige Geest van de Eeuwigdurende Aanbidding. Deze slotzusters leidden een teruggetrokken leven en kregen tot hoofdtaak het 'biddend ondersteunen' van de missie. De achtergrond hiervan is dat, naast materiële steun van de gelovigen in de wereld voor het missiewerk, er ook steun vanuit de geestelijke wereld (de verblijfplaats van God, de engelen en heiligen) nodig is om dit werk tot een succes te kunnen maken. Dit doen de slotzusters door dag en nacht te bidden voor deze geestelijke steun. Zuster Stollenwerk, die enige jaren moeder-overste van de missiezusters was geweest, bracht de laatste jaren van haar leven als slotzuster door. Als eerste moeder-overste van de slotzusters werd aangesteld zuster Adolfine Tönnies ("Mutter Maria Michaele", 1862-1934). Deze leidde de congregatie met krachtige hand, beijverde zich voor een eigen kloostergebouw, introduceerde het Romeins Brevier als handboek en bewerkstelligde dat het Allerheiligste permanent ter aanbidding werd uitgestald in de kloosterkapel.

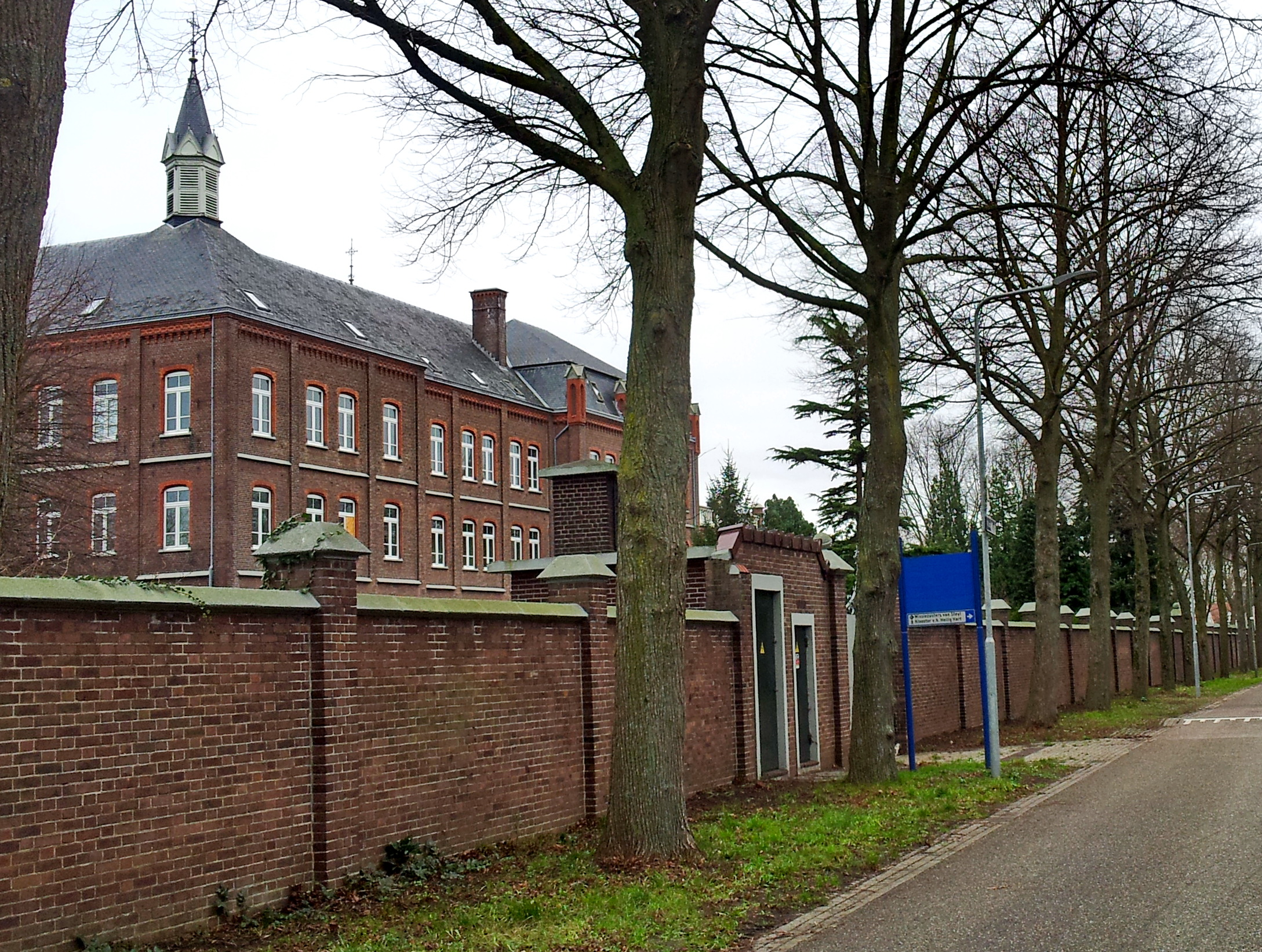
Het moederhuis van de congregatie: het Heilige Geestklooster in Steyl

Na enige omzwervingen betrokken beide congregaties in 1904 een nieuw gebouw, het Heilig Hartklooster, dat tien jaar lang gedeeld werd. De missiezusters kregen de bijnaam "blauwe zusters"; de slotzusters werden "roze zusters" genoemd, naar de kleur van hun habijt. Aanvankelijk hadden deze (Duitstalige) zusters weinig binding met de Nederlandse samenleving. In 1914 kregen de slotzusters hun eigen klooster in Steyl, het Heilige Geestklooster.
Op 7 juli 1917 erkende de bisschop van Roermond, Mgr. Laurentius Schrijnen, de tak van de slotzusters als een autonome congregatie. Het pauselijke decretum laudis werd verleend op 27 januari 1933, terwijl de definitieve goedkeuring van de statuten van de congregatie door de Heilige Stoel werd verleend op 27 mei 1950.
De twee zustercongregaties van Steyl kenden beide een snelle groei in de eerste helft van de 20e eeuw. In 1915 stichtte zuster Adolfine Tönnies het Convent of Divine Love in Philadelphia, het eerste van vier klooster van de slotzusters in de Verenigde Staten. Dit klooster was tevens de eerste kloosterstichting na het moederhuis in Steyl. Daarna volgden kloosters in Duitsland, de Filipijnen en China. In 1927 werd een tweede Nederlandse klooster gesticht in Soesterberg, Cenakel genoemd. In 1999 verhuisde dit klooster naar Utrecht, waar het eveneens de naam Klooster Cenakel draagt. De slotzusters van Steyl hebben thans kloosters in Nederland, Duitsland, Polen, Slowakije, de Verenigde Staten, Brazilië, Argentinië, Chili, Togo, India, Indonesië en de Filipijnen.